# 弘前南部広域農道
弘前南部広域農道（ひろさきなんぶこういきのうどう）は、青森県弘前市にある農道。アップルロードという愛称がある。

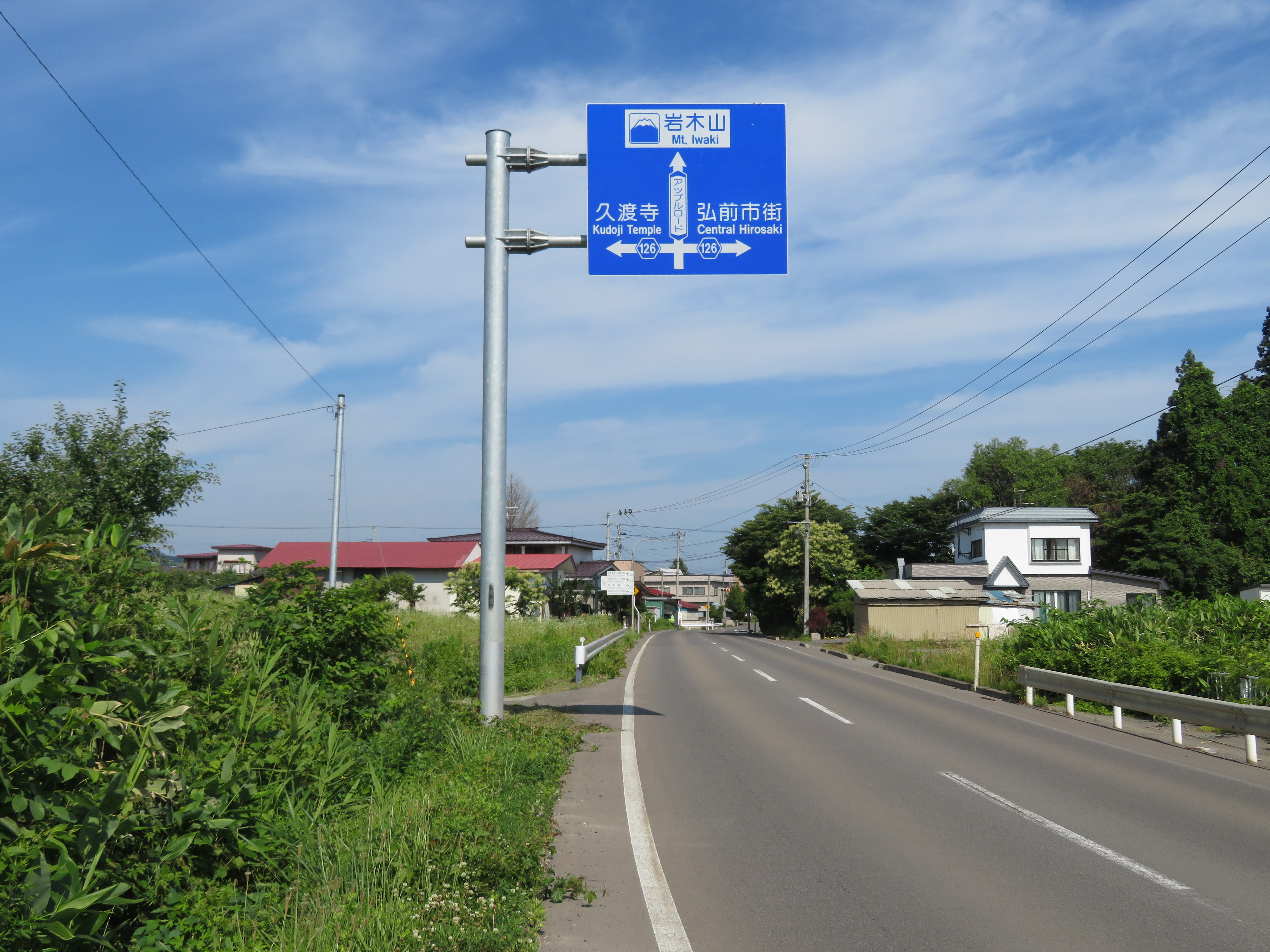
弘前市小沢前沢付近

## 概要
青森県弘前市石川の青森県道260号石川百田線と、百沢の青森県道30号岩木山環状線、青森県道3号弘前岳鰺ケ沢線を結ぶ、22 kmの道路である。
日本有数のリンゴ栽培地帯において農産物の輸送を担う広域農道であり、また岩木山の遠望と春には白い花、秋には赤い実をつけるリンゴの木を見ながらのドライブに適した道路として岩木山環状線とともに知られている。
なお、弘前市道百沢三本柳線・弘前市道小栗山山下湯口線・弘前市道下湯口9号線・弘前市道湯口東線・弘前市道兼平三本柳線の5路線で構成される。

## 地理

### 交差する道路
- 青森県道260号石川百田線
- 青森県道126号久渡寺新寺町線
- 青森県道28号岩崎西目屋弘前線
- 青森県道3号弘前岳鰺ケ沢線